# Cyrtopogon rejectus
Cyrtopogon rejectus är en tvåvingeart som beskrevs av Osten Sacken 1877. Cyrtopogon rejectus ingår i släktet Cyrtopogon och familjen rovflugor. Inga underarter finns listade i Catalogue of Life.